# Paul Lontsié-Keuné
Paul Lontsié-Keuné (ur. 25 sierpnia 1963 w Balatchi) – kameruński duchowny katolicki, w latach 2017–2021 biskup Yokadouma, biskup Bafoussam od 2022.

## Życiorys

### Prezbiterat
Święcenia kapłańskie otrzymał 17 marca 1991 i został inkardynowany do diecezji Bafoussam. Po święceniach i studiach w Paryżu pracował przez kilka lat jako wikariusz. W 1998 został szefem sekretariatu ds. edukacji katolickiej, a w 2008 objął stanowisko rektora seminarium.

### Episkopat
25 kwietnia 2017 papież Franciszek mianował go biskupem ordynariuszem diecezji Yokadouma. Sakry udzielił mu 5 lipca 2017 nuncjusz apostolski w Kamerunie - arcybiskup Piero Pioppo.
27 listopada 2021 został mianowany biskupem diecezjalnym Bafoussam, zaś 12 lutego 2022 kanonicznie objął urząd. 